# マーク・ヘンレッティー
マーク・ヘンレッティー（英語: Mark Hanretty, 1985年3月21日 - ）は、イギリス出身の男性アイスダンス選手。パートナーはクリスティーナ・チットウッド。
2009年ヨーロッパフィギュアスケート選手権、2010年世界フィギュアスケート選手権イギリス代表。

## 経歴
スコットランドのグラスゴーに生まれる。1995年からスケートを始める。ジュニア時代には男子シングルの選手としてイギリスフィギュアスケート選手権でメダルも獲得した。
アイスダンス転向後はLauren Bradshawとのカップルを経て2006年にクリスティーナ・チットウッドとのカップルを結成、2007-08年シーズンのイギリスフィギュアスケート選手権で3位に入る。翌2008-09年シーズンから国際競技会に出場、2008年パベルロマンメモリアル、2009年NRW杯でそれぞれ3位の成績を残し、またイギリス代表として2009年ヨーロッパフィギュアスケート選手権、2010年世界フィギュアスケート選手権に出場した。
2009-10年シーズン終了後、パートナーのチットウッドとともに競技からの引退、プロスケーター転進を表明した。

## 主な戦績
| 大会/年          | 2006-07 | 2007-08 | 2008-09 | 2009-10 |
| ---------------- | ------- | ------- | ------- | ------- |
| 世界選手権       |         |         |         | 23      |
| 欧州選手権       |         |         | 18      |         |
| イギリス選手権   | 7       | 3       | 4       | 3       |
| モンブラン杯     |         |         |         | 4       |
| アイスチャレンジ |         |         |         | 4       |
| NRW杯            |         |         |         | 3       |
| ネーベルホルン杯 |         |         | 10      | 8       |
| ロマン記念       |         |         | 3       |         |

### 詳細
| 2009-2010 シーズン  |                                                    |          |          |         |          |
| 開催日              | 大会名                                             | CD       | OD       | FD      | 結果     |
| 2010年3月23日-26日  | 2010年世界フィギュアスケート選手権（トリノ）       | 24 24.70 | 20 44.27 | -       | 23       |
| 2010年2月4日-6日    | 2010年モンブラントロフィー（クールマイユール）     | 6 28.12  | 3 45.16  | 5 71.36 | 4 144.64 |
| 2009年11月26日-28日 | イギリスフィギュアスケート選手権（シェフィールド） | 3 27.14  | 4 48.87  | 3 76.38 | 3 152.39 |
| 2009年11月6日-8日   | 2009年NRW杯（ドルトムント）                        | 2 29.46  | 2 49.25  | 3 77.34 | 3 156.05 |
| 2009年10月28日-30日 | 2009年アイスチャレンジ（グラーツ）                 | 5 28.3   | 4 47.2   | 4 74.65 | 4 150.15 |
| 2009年9月24日-26日  | 2009年ネーベルホルン杯（オーベルストドルフ）       | 7 29.02  | 6 45.06  | 9 72.14 | 8 146.22 |

| 2008-2009 シーズン  |                                                        |          |          |          |           |
| 開催日              | 大会名                                                 | CD       | OD       | FD       | 結果      |
| 2009年1月20日-25日  | 2009年ヨーロッパフィギュアスケート選手権（ヘルシンキ） | 20 23.75 | 18 44.56 | 17 66.67 | 18 134.98 |
| 2009年1月11日-16日  | イギリスフィギュアスケート選手権（ノッティンガム）     | 4 20.03  | 3 45.52  | 4 67.51  | 4 133.06  |
| 2008年11月14日-16日 | 2008年パベルロマンメモリアル（オロモウツ）             | 5 27.32  | 2 46.77  | 3 70.08  | 3 144.17  |
| 2008年9月25日-27日  | 2008年ネーベルホルン杯（オーベルストドルフ）           | 9 25.55  | 9 41.5   | 10 64.98 | 10 132.03 |

| 2007-2008 シーズン |                                                    |         |         |         |          |
| 開催日             | 大会名                                             | CD      | OD      | FD      | 結果     |
| 2008年1月7日-12日  | イギリスフィギュアスケート選手権（シェフィールド） | 4 23.83 | 2 48.25 | 3 73.05 | 3 145.13 |

| 2006-2007 シーズン |                                                    |         |         |         |          |
| 開催日             | 大会名                                             | CD      | OD      | FD      | 結果     |
| 2007年1月9日-13日  | イギリスフィギュアスケート選手権（ノッティンガム） | 7 15.99 | 5 34.17 | 7 57.11 | 7 107.27 |